# Буньково (городской округ Истра)

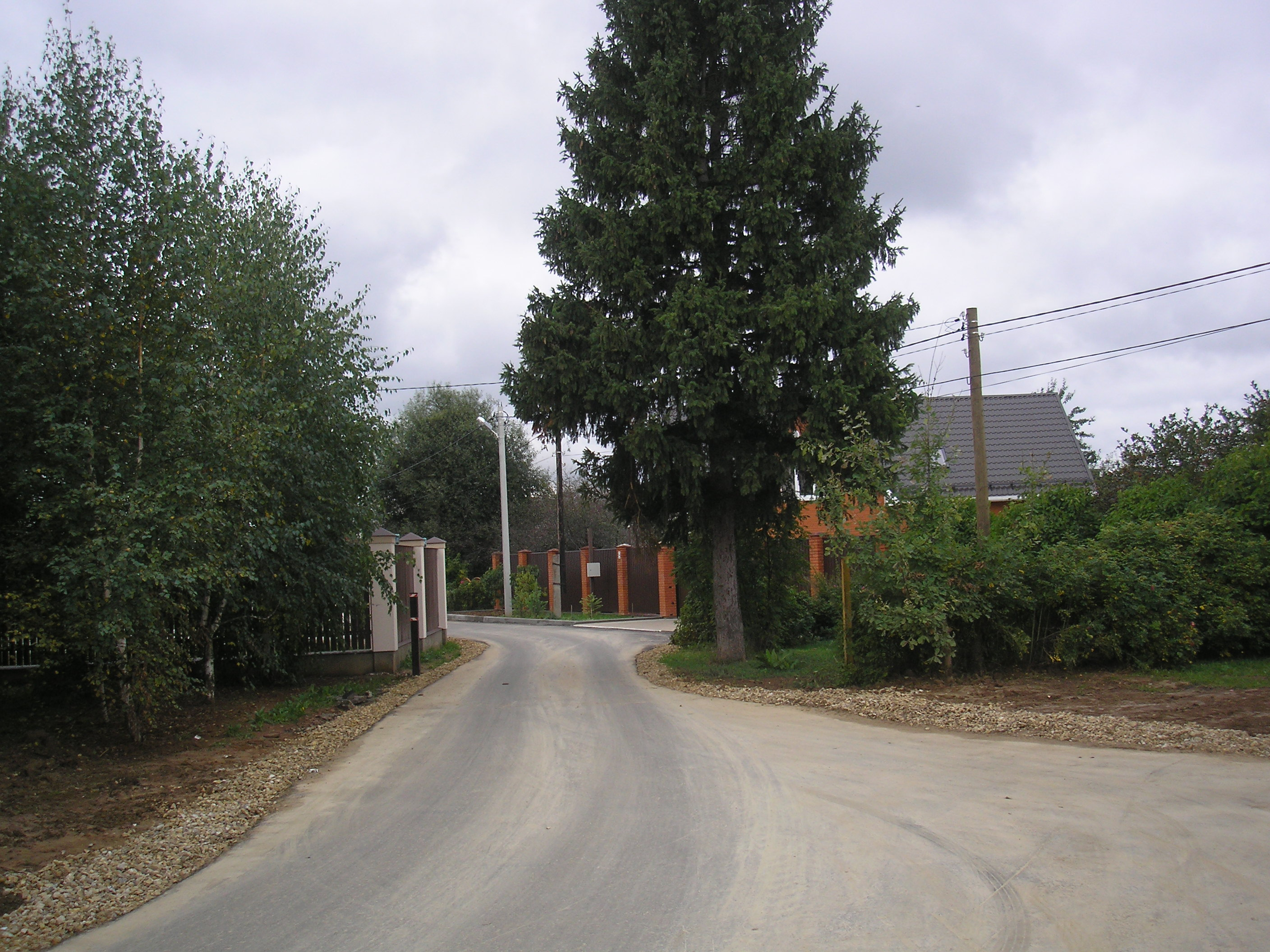

Буньково — деревня в Лучинском сельском поселении Истринского района Московской области. Население — 51 чел. (2010), в деревне 4 улицы, зарегистрировано 6 садовых товариществ. С Истрой деревня связана автобусным сообщением (автобус № 29).
Находится примерно в 5 км на юго-запад от Истры, высота над уровнем моря 211 м. Ближайшие деревни — с запада почти примыкает Рожново, на востоке — Котерево.

## Население
| 2002 | 2006 | 2010 |
| ---- | ---- | ---- |
| 52   | ↘41  | ↗51  |